# オモテガール裏ガール
『オモテガール裏ガール』（オモテガールウラガール）は、2020年よりTBSで放送されている特別番組である。

## 放送リスト
| 回 | タイトル             | 放送日        | 放送時間（JST）    | ゲスト | 備考 |
| -- | -------------------- | ------------- | ------------------ | ------ | --- |
| 1  | 裏顔女子の夜         | 2020年1月15日 | 水曜23:55 - 翌0:55 |        | |
| 2  | 裏顔女子の夜         | 2020年7月20日 | 月曜21:00 - 22:57  |        | 初のプライムタイム放送 |
| 3  | オモテガール裏ガール | 2020年11月2日 | 月曜21:00 - 22:57  |        | タイトル改題 |
| 4  | オモテガール裏ガール | 2021年4月14日 | 水曜20:00 - 21:57  |        | - 全編ローカルセールス枠のため、山陰放送･熊本放送･宮崎放送･南日本放送･琉球放送を除く23局ネットで放送。 - 熊本放送・琉球放送は4月21日の、前者は20:00 - 21:57に、後者は19:57 - 21:57に何れも遅れネットで放送された。 - 山陰放送は5月9日の14:00 ‐15:57に遅れネットで放送された。 |

## 出演者
- 設楽統（バナナマン） - MC
- 田村真子（TBSアナウンサー） - アシスタント

## ネット局
裏顔女子の夜（第2弾）
| 放送対象地域   | 放送局                    | 系列    | 放送時間（JST）                  | ネット状況 | 備考・脚注 |
| -------------- | ------------------------- | ------- | -------------------------------- | ---------- | ---------- |
| 関東広域圏     | TBSテレビ（TBS）          | TBS系列 | 2020年7月20日 月曜 21:00 - 22:57 | 同時ネット | 【制作局】 |
| 北海道         | 北海道放送（HBC）         | TBS系列 | 2020年7月20日 月曜 21:00 - 22:57 | 同時ネット |            |
| 青森県         | 青森テレビ（ATV）         | TBS系列 | 2020年7月20日 月曜 21:00 - 22:57 | 同時ネット |            |
| 岩手県         | IBC岩手放送（IBC）        | TBS系列 | 2020年7月20日 月曜 21:00 - 22:57 | 同時ネット |            |
| 宮城県         | 東北放送（TBC）           | TBS系列 | 2020年7月20日 月曜 21:00 - 22:57 | 同時ネット |            |
| 山形県         | テレビユー山形（TUY）     | TBS系列 | 2020年7月20日 月曜 21:00 - 22:57 | 同時ネット |            |
| 福島県         | テレビユー福島（TUF）     | TBS系列 | 2020年7月20日 月曜 21:00 - 22:57 | 同時ネット |            |
| 山梨県         | テレビ山梨（UTY）         | TBS系列 | 2020年7月20日 月曜 21:00 - 22:57 | 同時ネット |            |
| 長野県         | 信越放送（SBC）           | TBS系列 | 2020年7月20日 月曜 21:00 - 22:57 | 同時ネット |            |
| 新潟県         | 新潟放送（BSN）           | TBS系列 | 2020年7月20日 月曜 21:00 - 22:57 | 同時ネット |            |
| 静岡県         | 静岡放送（SBS）           | TBS系列 | 2020年7月20日 月曜 21:00 - 22:57 | 同時ネット |            |
| 富山県         | チューリップテレビ（TUT） | TBS系列 | 2020年7月20日 月曜 21:00 - 22:57 | 同時ネット |            |
| 石川県         | 北陸放送（MRO）           | TBS系列 | 2020年7月20日 月曜 21:00 - 22:57 | 同時ネット |            |
| 中京広域圏     | CBCテレビ（CBC）          | TBS系列 | 2020年7月20日 月曜 21:00 - 22:57 | 同時ネット |            |
| 近畿広域圏     | 毎日放送（MBS）           | TBS系列 | 2020年7月20日 月曜 21:00 - 22:57 | 同時ネット |            |
| 鳥取県・島根県 | 山陰放送（BSS）           | TBS系列 | 2020年7月20日 月曜 21:00 - 22:57 | 同時ネット |            |
| 岡山県・香川県 | RSK山陽放送（RSK）        | TBS系列 | 2020年7月20日 月曜 21:00 - 22:57 | 同時ネット |            |
| 広島県         | 中国放送（RCC）           | TBS系列 | 2020年7月20日 月曜 21:00 - 22:57 | 同時ネット |            |
| 山口県         | テレビ山口（tys）         | TBS系列 | 2020年7月20日 月曜 21:00 - 22:57 | 同時ネット |            |
| 愛媛県         | あいテレビ（ITV）         | TBS系列 | 2020年7月20日 月曜 21:00 - 22:57 | 同時ネット |            |
| 高知県         | テレビ高知（KUTV）        | TBS系列 | 2020年7月20日 月曜 21:00 - 22:57 | 同時ネット |            |
| 福岡県         | RKB毎日放送（RKB）        | TBS系列 | 2020年7月20日 月曜 21:00 - 22:57 | 同時ネット |            |
| 長崎県         | 長崎放送（NBC）           | TBS系列 | 2020年7月20日 月曜 21:00 - 22:57 | 同時ネット |            |
| 熊本県         | 熊本放送（RKK）           | TBS系列 | 2020年7月20日 月曜 21:00 - 22:57 | 同時ネット |            |
| 大分県         | 大分放送（OBS）           | TBS系列 | 2020年7月20日 月曜 21:00 - 22:57 | 同時ネット |            |
| 宮崎県         | 宮崎放送（MRT）           | TBS系列 | 2020年7月20日 月曜 21:00 - 22:57 | 同時ネット |            |
| 鹿児島県       | 南日本放送（MBC）         | TBS系列 | 2020年7月20日 月曜 21:00 - 22:57 | 同時ネット |            |
| 沖縄県         | 琉球放送（RBC）           | TBS系列 | 2020年7月20日 月曜 21:00 - 22:57 | 同時ネット |            |

オモテガール裏ガール（第3弾）
| 放送対象地域   | 放送局                    | 系列    | 放送時間（JST）                  | ネット状況 | 備考・脚注 |
| -------------- | ------------------------- | ------- | -------------------------------- | ---------- | ---------- |
| 関東広域圏     | TBSテレビ（TBS）          | TBS系列 | 2020年11月2日 月曜 21:00 - 22:57 | 同時ネット | 【制作局】 |
| 北海道         | 北海道放送（HBC）         | TBS系列 | 2020年11月2日 月曜 21:00 - 22:57 | 同時ネット |            |
| 青森県         | 青森テレビ（ATV）         | TBS系列 | 2020年11月2日 月曜 21:00 - 22:57 | 同時ネット |            |
| 岩手県         | IBC岩手放送（IBC）        | TBS系列 | 2020年11月2日 月曜 21:00 - 22:57 | 同時ネット |            |
| 宮城県         | 東北放送（TBC）           | TBS系列 | 2020年11月2日 月曜 21:00 - 22:57 | 同時ネット |            |
| 山形県         | テレビユー山形（TUY）     | TBS系列 | 2020年11月2日 月曜 21:00 - 22:57 | 同時ネット |            |
| 福島県         | テレビユー福島（TUF）     | TBS系列 | 2020年11月2日 月曜 21:00 - 22:57 | 同時ネット |            |
| 山梨県         | テレビ山梨（UTY）         | TBS系列 | 2020年11月2日 月曜 21:00 - 22:57 | 同時ネット |            |
| 長野県         | 信越放送（SBC）           | TBS系列 | 2020年11月2日 月曜 21:00 - 22:57 | 同時ネット |            |
| 新潟県         | 新潟放送（BSN）           | TBS系列 | 2020年11月2日 月曜 21:00 - 22:57 | 同時ネット |            |
| 静岡県         | 静岡放送（SBS）           | TBS系列 | 2020年11月2日 月曜 21:00 - 22:57 | 同時ネット |            |
| 富山県         | チューリップテレビ（TUT） | TBS系列 | 2020年11月2日 月曜 21:00 - 22:57 | 同時ネット |            |
| 石川県         | 北陸放送（MRO）           | TBS系列 | 2020年11月2日 月曜 21:00 - 22:57 | 同時ネット |            |
| 中京広域圏     | CBCテレビ（CBC）          | TBS系列 | 2020年11月2日 月曜 21:00 - 22:57 | 同時ネット |            |
| 近畿広域圏     | 毎日放送（MBS）           | TBS系列 | 2020年11月2日 月曜 21:00 - 22:57 | 同時ネット |            |
| 鳥取県・島根県 | 山陰放送（BSS）           | TBS系列 | 2020年11月2日 月曜 21:00 - 22:57 | 同時ネット |            |
| 岡山県・香川県 | RSK山陽放送（RSK）        | TBS系列 | 2020年11月2日 月曜 21:00 - 22:57 | 同時ネット |            |
| 広島県         | 中国放送（RCC）           | TBS系列 | 2020年11月2日 月曜 21:00 - 22:57 | 同時ネット |            |
| 山口県         | テレビ山口（tys）         | TBS系列 | 2020年11月2日 月曜 21:00 - 22:57 | 同時ネット |            |
| 愛媛県         | あいテレビ（ITV）         | TBS系列 | 2020年11月2日 月曜 21:00 - 22:57 | 同時ネット |            |
| 高知県         | テレビ高知（KUTV）        | TBS系列 | 2020年11月2日 月曜 21:00 - 22:57 | 同時ネット |            |
| 福岡県         | RKB毎日放送（RKB）        | TBS系列 | 2020年11月2日 月曜 21:00 - 22:57 | 同時ネット |            |
| 長崎県         | 長崎放送（NBC）           | TBS系列 | 2020年11月2日 月曜 21:00 - 22:57 | 同時ネット |            |
| 熊本県         | 熊本放送（RKK）           | TBS系列 | 2020年11月2日 月曜 21:00 - 22:57 | 同時ネット |            |
| 大分県         | 大分放送（OBS）           | TBS系列 | 2020年11月2日 月曜 21:00 - 22:57 | 同時ネット |            |
| 宮崎県         | 宮崎放送（MRT）           | TBS系列 | 2020年11月2日 月曜 21:00 - 22:57 | 同時ネット |            |
| 鹿児島県       | 南日本放送（MBC）         | TBS系列 | 2020年11月2日 月曜 21:00 - 22:57 | 同時ネット |            |
| 沖縄県         | 琉球放送（RBC）           | TBS系列 | 2020年11月2日 月曜 21:00 - 22:57 | 同時ネット |            |

オモテガール裏ガール（第4弾）
| 放送対象地域   | 放送局                    | 系列    | 放送時間（JST）                  | ネット状況 | 備考・脚注 |
| -------------- | ------------------------- | ------- | -------------------------------- | ---------- | ---------- |
| 関東広域圏     | TBSテレビ（TBS）          | TBS系列 | 2021年4月14日 水曜 20:00 - 21:57 | 同時ネット | 【制作局】 |
| 北海道         | 北海道放送（HBC）         | TBS系列 | 2021年4月14日 水曜 20:00 - 21:57 | 同時ネット |            |
| 青森県         | 青森テレビ（ATV）         | TBS系列 | 2021年4月14日 水曜 20:00 - 21:57 | 同時ネット |            |
| 岩手県         | IBC岩手放送（IBC）        | TBS系列 | 2021年4月14日 水曜 20:00 - 21:57 | 同時ネット |            |
| 宮城県         | 東北放送（TBC）           | TBS系列 | 2021年4月14日 水曜 20:00 - 21:57 | 同時ネット |            |
| 山形県         | テレビユー山形（TUY）     | TBS系列 | 2021年4月14日 水曜 20:00 - 21:57 | 同時ネット |            |
| 福島県         | テレビユー福島（TUF）     | TBS系列 | 2021年4月14日 水曜 20:00 - 21:57 | 同時ネット |            |
| 山梨県         | テレビ山梨（UTY）         | TBS系列 | 2021年4月14日 水曜 20:00 - 21:57 | 同時ネット |            |
| 長野県         | 信越放送（SBC）           | TBS系列 | 2021年4月14日 水曜 20:00 - 21:57 | 同時ネット |            |
| 新潟県         | 新潟放送（BSN）           | TBS系列 | 2021年4月14日 水曜 20:00 - 21:57 | 同時ネット |            |
| 静岡県         | 静岡放送（SBS）           | TBS系列 | 2021年4月14日 水曜 20:00 - 21:57 | 同時ネット |            |
| 富山県         | チューリップテレビ（TUT） | TBS系列 | 2021年4月14日 水曜 20:00 - 21:57 | 同時ネット |            |
| 石川県         | 北陸放送（MRO）           | TBS系列 | 2021年4月14日 水曜 20:00 - 21:57 | 同時ネット |            |
| 中京広域圏     | CBCテレビ（CBC）          | TBS系列 | 2021年4月14日 水曜 20:00 - 21:57 | 同時ネット |            |
| 近畿広域圏     | 毎日放送（MBS）           | TBS系列 | 2021年4月14日 水曜 20:00 - 21:57 | 同時ネット |            |
| 岡山県・香川県 | RSK山陽放送（RSK）        | TBS系列 | 2021年4月14日 水曜 20:00 - 21:57 | 同時ネット |            |
| 広島県         | 中国放送（RCC）           | TBS系列 | 2021年4月14日 水曜 20:00 - 21:57 | 同時ネット |            |
| 山口県         | テレビ山口（tys）         | TBS系列 | 2021年4月14日 水曜 20:00 - 21:57 | 同時ネット |            |
| 愛媛県         | あいテレビ（ITV）         | TBS系列 | 2021年4月14日 水曜 20:00 - 21:57 | 同時ネット |            |
| 高知県         | テレビ高知（KUTV）        | TBS系列 | 2021年4月14日 水曜 20:00 - 21:57 | 同時ネット |            |
| 福岡県         | RKB毎日放送（RKB）        | TBS系列 | 2021年4月14日 水曜 20:00 - 21:57 | 同時ネット |            |
| 長崎県         | 長崎放送（NBC）           | TBS系列 | 2021年4月14日 水曜 20:00 - 21:57 | 同時ネット |            |
| 大分県         | 大分放送（OBS）           | TBS系列 | 2021年4月14日 水曜 20:00 - 21:57 | 同時ネット |            |
| 熊本県         | 熊本放送（RKK）           | TBS系列 | 2021年4月21日 水曜 20:00 - 21:57 | 遅れネット |            |
| 沖縄県         | 琉球放送（RBC）           | TBS系列 | 2021年4月21日 水曜 19:57 - 21:57 | 遅れネット |            |
| 鳥取県・島根県 | 山陰放送（BSS）           | TBS系列 | 2021年5月9日 日曜 14:00 ‐15:57   | 遅れネット |            |

## スタッフ
第3回（2020年11月2日）放送分
- ナレーター：甲斐田裕子（第2回-）
- 構成：大平尚志、一場麻美、松本智子、石原慎也、土橋敬弘、澤井直人、堤映月
- TM：八木真（第1回-）
- TD：柳田智明（第1回-）
- CAM：徳武正裕（第1回-）
- VE：吉田崇（第1回-）
- VTR：伊藤佳樹
- 音声：斉藤宏司（第1回-）
- 照明：木村郁恵
- 編集：早川崇（第2回-）
- MA：中村美来
- 音効：岡田淳一（第1,3回）
- CG：森三平
- 美術P：太田卓志、桝本瑠璃
- デザイナー：西出衣織
- 美術制作：桂誉和
- 装置：正代俊明
- 装置操作：冨千優（第2回-）
- 電飾：田谷尚教
- 装飾：川原栄一
- 植木装飾：村佳子
- アクリル装飾：古川明音
- メイク：藤田三奈
- イラスト：グレートインターナショナル、又吉麻里、ぴーたん
- ロケ技術：スウィッシュ・ジャパン（第2回-）、バンエイト、ブルブル
- 技術協力：東京オフラインセンター（第2回ではロケ協力と表記）
- 協力：IMAGICA Lab.、オムニバス・ジャパン
- 宣伝：落合真美、吉原瑠那（落合・吉原→第1回-）、山岡将成
- 編成：高市廉
- TK：五味真琴（第2回-）、海東祐里奈
- リサーチ：正岡彩（第2回-）、大村椿
- 進行：山本怜奈（第2回-）
- デスク：市村友希、菊池友加里
- AD：小林和樹、田代梨菜、菅桃香、井上輝心、大久保綾音、萩尾志帆、農座千尋、山村あすか（小林→第1回-、井上→第1,2回-、菅→第1,3回）／赤嶺隼世（第2回-）、藤井裕太
- ディレクター：藤原明生、光用さやか、川端洋輔、西田法明、浅沼雄介、須田真光、吉田直也、橋田裕元（藤原・須田→第1回-、光用〜浅沼→第2回-、吉田・橋田→第3回）
- 担当プロデューサー：篠塚純（第2回ではMP・考査、第3回から担当P）／山下浩一（第1,2回ではプロデューサー、第3回から担当P）、早瀬志都加、内藤三保子（早瀬・内藤→第2回ではプロデューサー、第3回から担当P）
- 演出：丹野樹史
- プロデューサー：田崎真洋
- 企画・総合演出：須藤有加
- チーフプロデューサー：畠山渉（第2回までプロデューサー、第3回からCP）
- 制作協力：BULLY CAT（第2回-）、BEE OURS（第1回-）
- 制作：TBSテレビコンテンツ制作局バラエティ制作2部
- 製作著作：TBS

### 過去のスタッフ
- ナレーター：沢城みゆき（第1回）
- VTR：山本直樹（第1回）、津田義之（第2回）
- 照明：鈴木英敬（第1回）、清水朝彦（第2回）
- MA：木村亮允（第1,2回）
- 音効：古川一郎（第2回）
- 美術制作：古賀福太郎（第1回）、岩谷孝平（第2回）
- 装置操作：山本晃靖（第1回）
- メイク：岡口真美（第1回）、西村紘美（第2回）
- イラスト：榎本よしたか（第2回）、株式会社アット イラスト工房（第2回）、ryo（第2回）
- ロケ技術：池田屋（第2回）
- 編成：加藤丈博（第1回）、嵯峨祥平（第2回）
- リサーチ：木村友香（第2回）
- AD：女屋美聖、大迫萌菜（女屋・大迫→第1回）、内田早紀（第1,2回）、丸山由衣、橋場優香、西部静月、山本七海（丸山〜山本→第2回）
- AP：渡邊裕美（第1回）
- ディレクター：佐々木泰知、鈴木良尚（佐々木・鈴木→第1回）、白田浩司（第2回）
- 制作協力：ANGLE（第1回）